# 中区 (堺市)

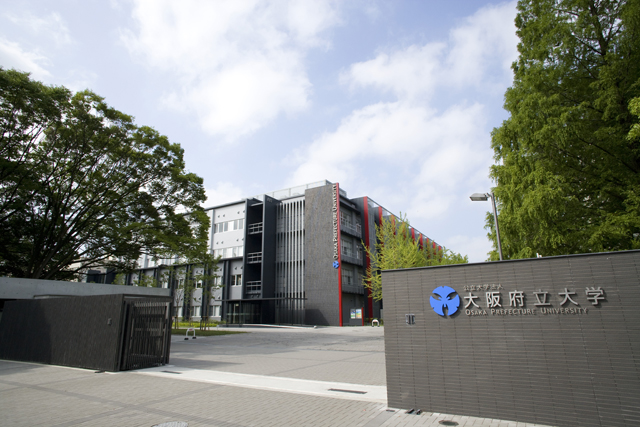
大阪府立大学中百舌鳥キャンパス

中区（なかく）は、堺市を構成する7つの区のうちのひとつ。2006年4月1日に堺市が政令指定都市に移行し、堺市役所・中支所管内の区域を以って中区となった。
政令指定都市の中区としては名古屋市・横浜市・広島市に次いで4番目、全国初の中心市街地が含まれない中区として誕生した。堺市の中心市街地は堺区にあり、東西南北といった方位による支所・区名を堺市が推進したことによるもので、堺市中部であることを示している。同じような事例として岡山市中区があり、中心市街地は岡山市北区にある。

## 地理
北西の平野部と南東の泉北丘陵との間に位置している。区の北側半分が市街化区域となっており、泉北高速鉄道開通以降、宅地化が進んでいる。南側は市街化調整区域になっており、宅地の間に農地（畑）と灌漑用溜池が点在する。南側は泉北ニュータウンと隣接しており、ごく一部であるが同地域を含んでいる(竹城台と三原台の一部分で、概ね南区との境界線である府道208号線より北側にある区域。ただし泉北ニュータウン地区のうち中区が管轄する区域は市街化調整区域の部分のみであるため、居住可能な建物は存在しない)。高速道路・泉大津美原線、泉北1号線、泉北2号線といった幹線道路により自動車交通は発達しており、交通の要所となっている。
- 河川：石津川

## 歴史
- 1889年（明治22年）4月1日 町村制施行により、大鳥郡八田荘村、深井村、東百舌鳥村、久世村、西陶器村、東陶器村が発足。
- 1896年（明治29年）4月1日 郡の統廃合により、大鳥郡から泉北郡に変更。
- 1942年（昭和17年）7月1日 八田荘村、深井村、東百舌鳥村を堺市に編入。
- 1955年（昭和30年）4月1日 久世村、西陶器村、東陶器村が上神谷村と合併。泉ヶ丘町となる。
- 1959年（昭和34年）5月3日 泉ヶ丘町を堺市に編入。
- 1975年（昭和50年） 深井電話局が開局し、市内局番を鳳電話局の71～77から79へ変更（1979年以降に70、76、77、78を追加）。
- 1992年（平成4年） 八田荘、深井、東百舌鳥、泉ヶ丘の4出張所を廃止して中支所が開所。
- 2006年（平成18年）4月1日 堺市が政令指定都市に移行。中支所管内の区域を以って中区を設置。

## 人口
- 2010年　 123,532
- 2015年　 124,543

## 教育

### 大学
- 大阪府立大学（中百舌鳥キャンパス）

### 高等学校
- 大阪府立東百舌鳥高等学校
- 大阪商業大学堺高等学校
- 精華高等学校

### 中学校
- 堺市立八田荘中学校
- 堺市立深井中学校
- 堺市立深井中央中学校
- 堺市立東百舌鳥中学校
- 堺市立平井中学校
- 堺市立泉ヶ丘東中学校

### 小学校
- 堺市立八田荘小学校
- 堺市立八田荘西小学校
- 堺市立宮園小学校
- 堺市立深井小学校
- 堺市立深井西小学校
- 堺市立東深井小学校
- 堺市立東百舌鳥小学校
- 堺市立土師小学校
- 堺市立久世小学校
- 堺市立深阪小学校
- 堺市立西陶器小学校
- 堺市立東陶器小学校
- 堺市立福田小学校

## 集合住宅

### 大規模マンション
- スペリオシティ泉北深井
- 泉北星和台コーポラス

### 住宅団地
- 都市再生機構鈴の宮団地
- 府営八田荘住宅（大阪府最大の府営住宅として知られている）
- 府営八田西町住宅
- 府営深井沢町住宅
- 府営深井中町住宅
- 府営堺福田住宅
- 府営堺東陶器住宅
- 府営堺宮園住宅
- 市営小阪住宅
- 市営深井中町住宅
- 市営深井北町住宅
- 比楽紡績社宅
- ルナ・ピエーナ泉北国誉建設社宅
- 濱田重工大野芝社宅

## 交通

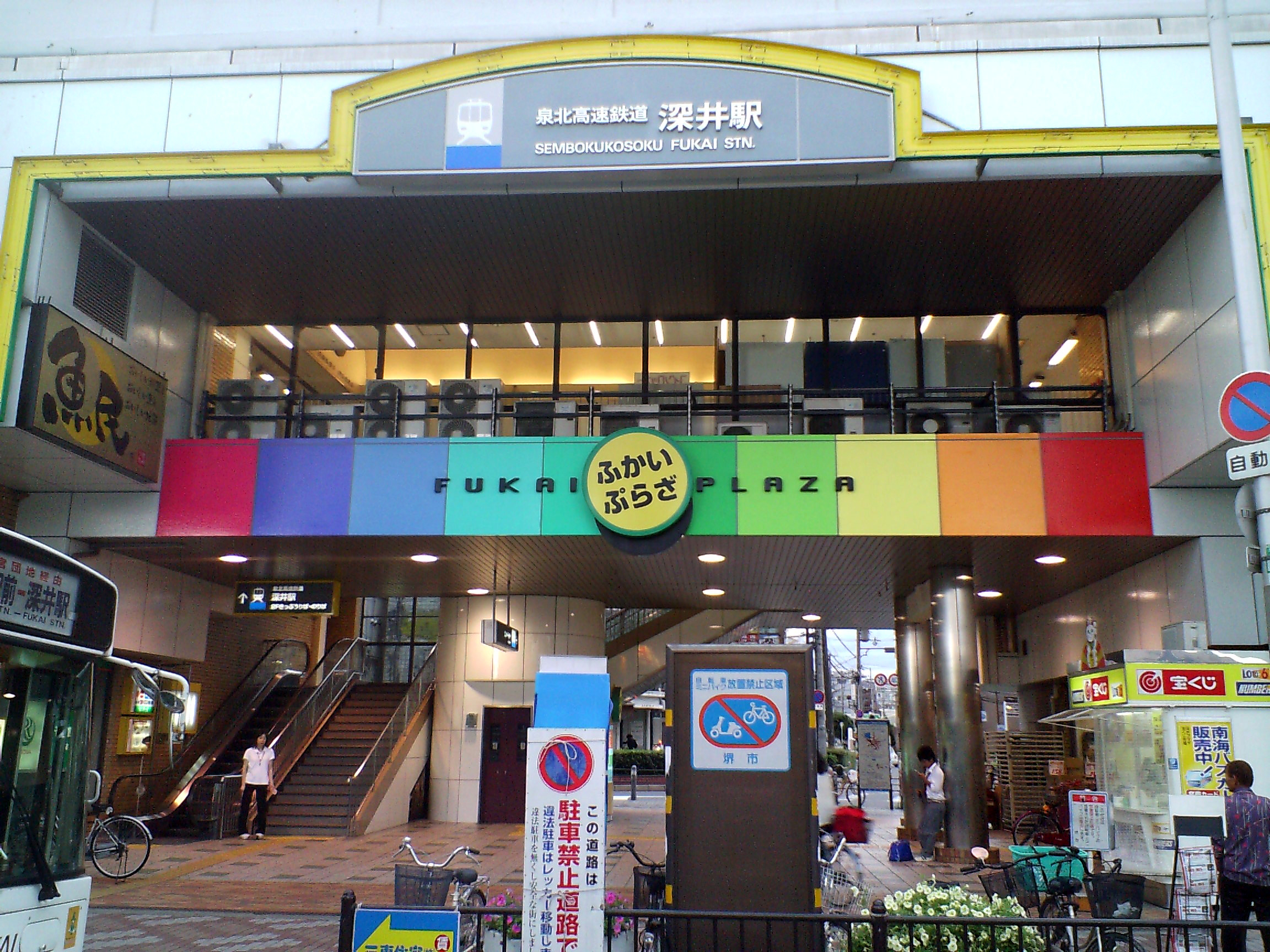
深井駅

### 鉄道
- 南海電気鉄道
  - 泉北線：深井駅

### バス
- 南海バス（主に、南海高野線の堺東駅（堺区）や中百舌鳥駅（北区）より発着）
  - 南海バス東山営業所 - 中区に所在。
  - 堺市ふれあいバス - コミュニティ路線（2013年6月末日で廃止[1]）。中区役所から区内2ルートを巡回していた（週3日ずつ運行、運賃100円）。
  - 南海深夜急行バス - 深井駅から泉北ニュータウン・和泉中央経由、和泉府中駅前行き

### 道路
有料道路
- 阪和自動車道
  - 堺本線TB - 堺JCT - 堺IC
- 堺泉北道路

一般国道
- 国道310号

主要地方道
- 大阪府道34号堺狭山線（泉北1号線）
- 大阪府道36号泉大津美原線
- 大阪府道61号堺かつらぎ線（泉北2号線）

その他の府道
- 大阪府道197号深井畑山宿院線
- 大阪府道199号西鳳東線
- 大阪府道208号堺泉北環状線

## 施設・名所・旧跡

### 文化施設
- 堺市教育文化センター（ソフィア・堺）
  - 堺市立中図書館
    - 東百舌鳥分館

  - プラネタリウム
  - 中文化会館
  - 平和と人権資料館

### 公園・緑地
- 原池公園
  - 原池公園体育館
  - 原池公園スケートボードパーク
  - 原池公園野球場（くら寿司スタジアム堺）
- 深井花のこみち
- 陶器スポーツ広場
- 深阪ふれあい農園

### 史跡
- 土塔
- 深井城跡
- 関宿藩久世氏陣屋跡
  - 鈴木貫太郎生誕之地碑

### 社寺
- 野々宮神社
- 蜂田神社（鈴の宮）
- 陶荒田神社
- 愛宕神社
- 海岸寺
- 月輪寺

## 祭事・行事
- ツアー・オブ・ジャパン（大阪ステージ）

国際自転車競技連合公認レース。泉北1号線・泉北2号線を主体とした「堺市泉北周回コース」を周回する。泉北下水処理場前発着。ただし、コースの一部は南区を通過する。

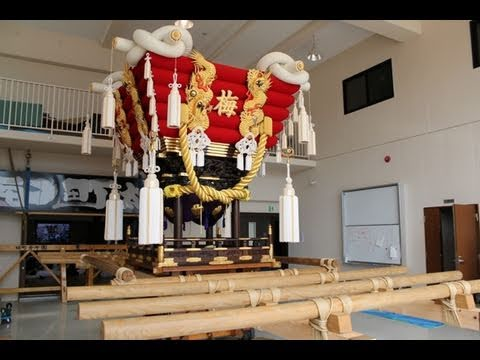
百舌鳥八幡宮月見祭　ふとん太鼓（梅町）

- 百舌鳥八幡宮月見祭（観客数は毎年10万人以上）
- 中区域市民フェスタ
- 中区域文化のつどい
- 深井だんじり祭り
- 久世だんじり祭り
- 八田荘だんじり祭り
- 陶器だんじり祭り

## 出身著名人
- 石川慎吾 : プロ野球選手
- 佐田の海鴻嗣 : 元大相撲力士
- 中村豊 : 元プロ野球選手
- 浜本広晃 : テンダラー
- 宮田和希 : 元プロ野球選手
- 松本穂香 : 女優
- 藤原康二 : 元プロボクサー

## その他
- 大阪府立大学内（34°32.5'N 135°30.5'E 標高 30 m）にアメダスが設置されている。
- 堺中郵便局 (集配局)
- 中堺警察署 (管轄)